# Pueblo teso
El pueblo teso, también conocido como iteso o bakedi, pertenece al grupo nilótico y se identifica con la familia atekerin. Sus comunidades se encuentran en el noroeste del lago Kyoga  y la ribera norte del lago Bisina, ambos en territorio de Uganda. En el condado de Busia y territorios de la antigua provincia Occidental de Kenia habitan otros grupos del pueblo teso, conocidos como iteso. Se estima su población global en 3.440.000 personas, de las cuales 2.998.000 están en Uganda y 442.000 en Kenia. Su lengua común es el ateso, un idioma nilótico que posee próximo a 3.447.800 hablantes.

## Idioma

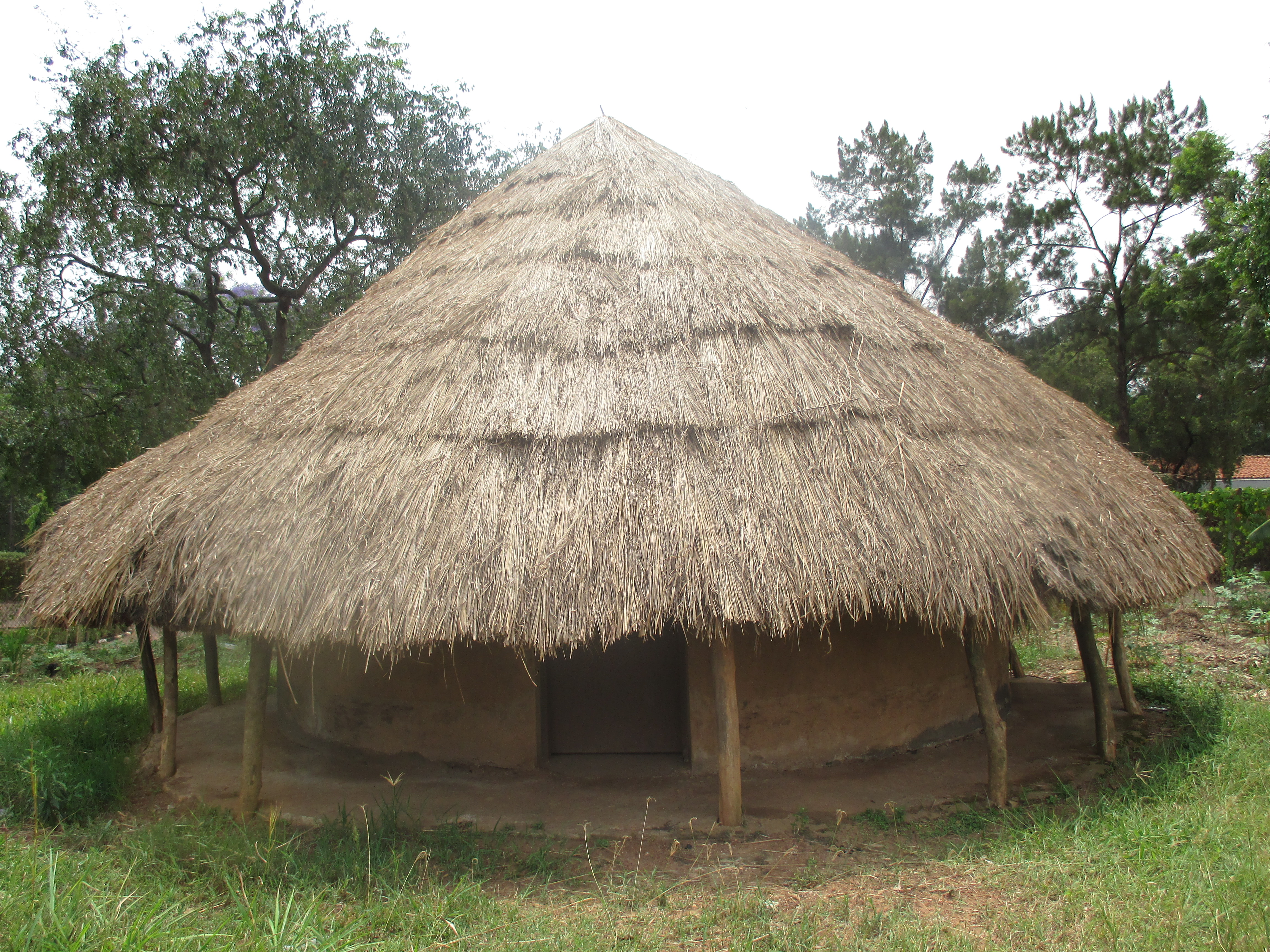
Vivienda tradicional, pueblo teso

Hablan ateso, una lengua de la rama nilótica oriental de la familia lingüística nilo-sahariana. Desde el punto de vista lingüístico están emparentados con el pueblo karamojong, con quienes comparten un origen común según la tradición atekerin.

## Origen
Una tradición de la cultura nilótica karamojong dice que su pueblo y los teso provienen de los ancestros atekerin. Algunos autores contemporáneos, señalan que la rama establecida en Kenia (iteso) proviene de ancestros del pueblo isera, comunidad nilótica de la que también derivarían los pueblos toposa y dodoth. Pero esta aparente contradicción puede salvarse, pues investigaciones sobre el pueblo isera, señalan que deriva de una fusión de tesos y karamojong.

## Historia

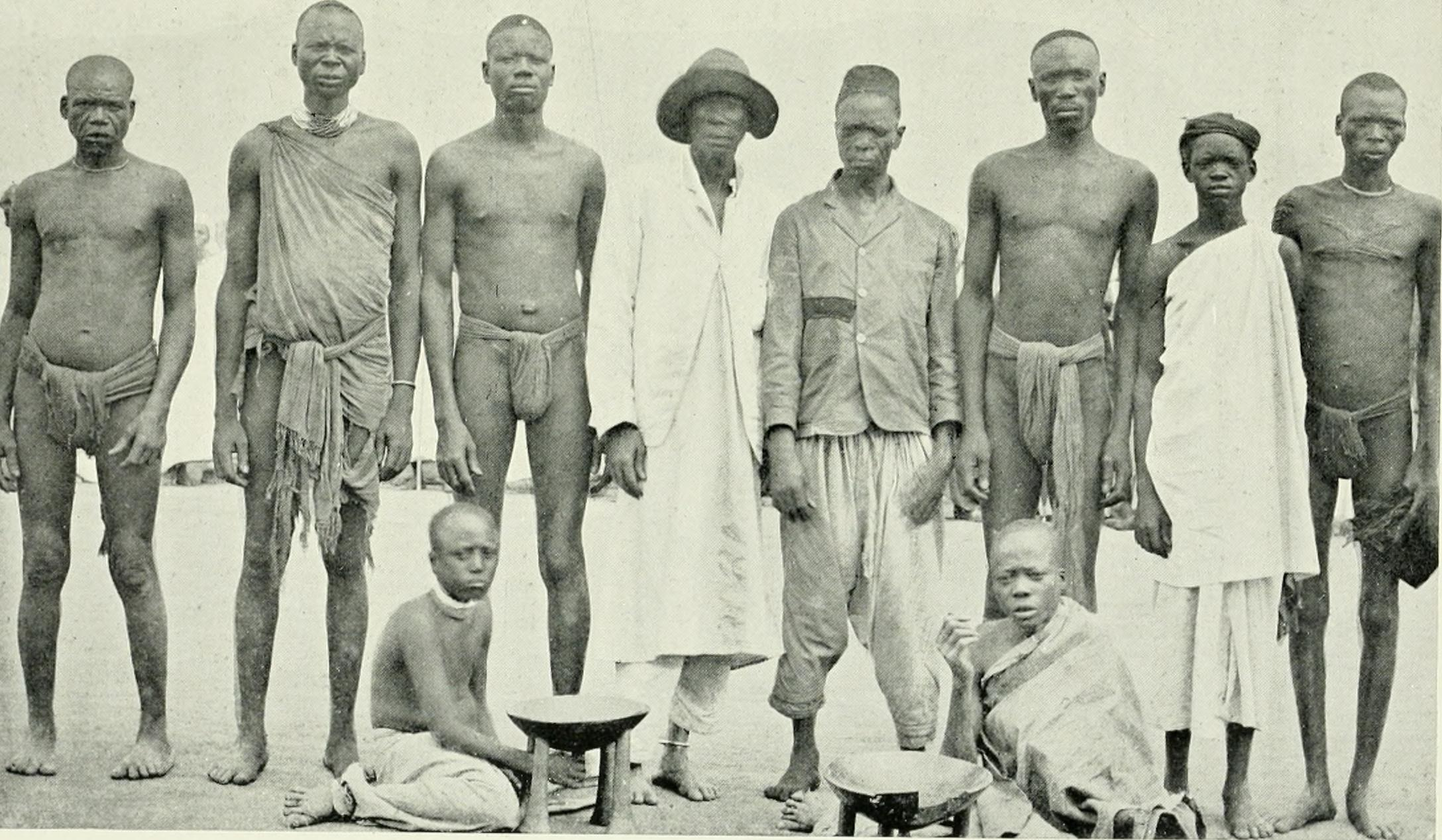
Fotografía de personas del pueblo teso, de inicios del (1909)

Según la tradición formaban parte del pueblo isera que habitaba en zonas de Bahr el Ghazal en el suroeste de Sudán. Entre los siglos XVI y XVII lo isera comenzaron a desplazarse hacia el sur en pequeños grupos que se fueron mezclando e integrando a clanes luo, etíope, patiko, payera, palou y otros. De esas integraciones o absorciones, según el caso nacieron tres pueblos nilóticos claramente relacionados al ancestro isera: Toposa, Dodoth y Teso.
La instalación de las comunidades teso en los lagos ungandeses de Kyoga y Bisina está datada en el siglo XVIII. Pero se recoge en la tradición oral la existencia previa de una instalación de comunidades teso en territorios de los karamojong, vinculándolos a la familia atekerin.
Las sequías registradas en 1780 y 1830 llevarían a los habitantes de la zona karamojong a desplazarse hacia la antigua región de Teso, en el noroeste de Uganda. Allí el pueblo teso habría tomado la lengua nilótica-oriental.
Establecidos en las zonas de los lagos, se formaron tres clanes poderosos llamados, Atebok, Ikarewok y Iraran. Se habían establecido en zonas de terrenos de mayor fertilidad que el resto de los clanes teso y obtuvieron un mejor rendimiento de sus explotaciones agrícolas. Dominaron las áreas  de Ngora, Kumi, Serere y Soroti. La riqueza material de la zona y sus comunidades atrajo a otros pueblos que estos tres clanes del pueblo teso fueron asimilando e integrando a su cultura.
En el siglo XIX (1820-1830) fueron integrándose al pueblo teso oleadas de grupos del pueblo Iworopom que huían de los conflictos con el pueblo karamojong. Los iworopom aportaron sus técnicas que mejoraron substantivamente las explotaciones agrícolas de los clanes teso. Especialmente influyó la introducción del arado de bueyes en su futuro económico.
Entre los siglos XVIII y XIX esta datada la mayor emigración al norte, con entrada en territorio de Kenia de grupos del pueblo teso. Migración justificada en la búsqueda de nuevas tierras para la agricultura y el pastoreo. Las comunidades comenzaron a asentarse en las tierras de Tororo que habían quedado sin control de otros pueblos tras un conflicto que sus antiguos pobladores, del pueblo masái sostuvieron con el pueblo padhola. Una vez establecidos en el occidente keniata, pasaron a ser llamados iteso.
En el siglo XIX las comunidades del pueblo teso fueron atacadas y dominadas por el reino Ganda (Buganda) que dominaban ya las zonas centrales de Uganda. Algunas comunidades teso emigraron hacia el sur donde se integraron con el pueblo luo y con otros pueblos bantúes como los  gwere  y los samia que les acogieron.

## Sociedad

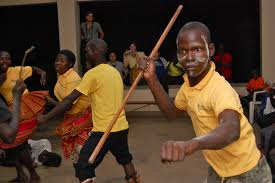
Danza del pueblo teso

Carecían de una organización centralizada, caracterizada por clanes exógamos. Cada clan disponía de un jefe asesorado por un consejo de sabios. El clan teso del norte y los de Bukedea en cambio, se organizaban en clases de edad y bajo la fuerte influencia de las sociedades rituales. La posterior invasión de los Ganda y la influencia occidental de la colonia británica volvieron obsoletos y los dejaron en desuso los consejos con base en patrones de edad. Desde la invasión del pueblo ganda los jefes de clan pertenecían a esa etnia. Los ganda comenzaron a llamar a los teso “bakedi”. Los ingleses que en principio apoyaron este cambio organizativo, posteriormente pasaron a apoyar los intentos teso de reinstaurar su autonomía. El grupo iteso mantuvo su organización clánica sin interrupción

## Economía
Originariamente la tradición del pueblo teso era ganadera. La integración de los iworopom intensificó la producción alimentaria agrícola. Cultivan mijo, maíz, judías y otros cereales y hortalizas. Poseen cultivos industriales de sésamo y algodón, incentivados desde la época colonial británica. Practican la ganadería menor con rebaños de ovejas y cabras. Aprovechan la pesca en los lagos.

## Religión
La mayoría del pueblo teso radicado en Uganda está vinculado a la religión cristiana.También la rama iteso, establecida en Kenia está vinculada al cristianismo, pero en ella aún siguen vigentes las bases religioso espirituales de la tradición nativa.